# Толубеева (деревня)
Толубеева — деревня в Орловском районе Орловской области.

## География
Находится в центральной части Орловской области на расстоянии приблизительно 26 км на юг-юго-запад по прямой от железнодорожного вокзала станции Орёл.

## История
В 1869 году уже отмечалась на карте. На карте 1941 года отмечена была как деревня с 62 дворами. До 2021 года входила в Голохвастовское сельское поселение Орловского района.

## Население
Численность населения: 16 человек (русские 100 %) в 2002 году, 9 в 2010.